# Volvo FE
Volvo FE är Volvo Trucks nya lastbil för stadskörning som lanserades i maj 2006. Den är främst framtagen för att användas som transportmedel i stadsmiljö och finns i en mängd olika varianter, till exempel som brandbil, sopbil och lastare. Den byggs i Volvo Trucks fabrik i Gent, Belgien.